# محكمة الدم
محكمة الدم أو المحكمة العليا في الإمبراطورية الرومانية المقدسة تشير إلى حق فوجت (رئيس مجلس البلدية) في عقد محكمة جنائية والحكم بعقوبات بدنية، قد تصل لحد عقوبة الإعدام.
ولكن ليس كل فوجت من حقه عقد محكمة للدم. حتى القرن الثامن عشر، على سبيل المثال، كانت تقع محكمة الدم لما يعرف الآن باسم إقليم زيورخ مع كايبورج، حتى في الأراضي التي يحكمها نبلاء جريفنسي. وتعد الإدارة الذاتية لمحكمة الدم عاملاً هامًا من عوامل المباشرة الإمبراطورية.

وكانت راية الدم (Blutfahne أو Blutbanner) راية حمراء مصمتة.
وقد تم تقديمها إلى الإقطاعيين كرمز لسلطتهم ذات الاختصاص القضائي العالي (Blutgerichtsbarkeit) جنبًا إلى جنب مع شعار الإقطاعية المبشر. واعتمدت بعض الأسر الإقطاعية شعارًا أحمر بلون دم شعار النبالة، والذي يعرف باسم ريجالينفيلد.
واستخدمت تالشافت (إقليم فورست) التابعة لـ شفيتس شعار الدم بوصفه راية حرب منذ حوالي عام 1240 (انظرعلم شويز، علم سويسرا).